# Fissidens ranuii
Fissidens ranuii är en bladmossart som beskrevs av Hirendra Chandra Gangulee 1964. Fissidens ranuii ingår i släktet fickmossor, och familjen Fissidentaceae. Inga underarter finns listade i Catalogue of Life.